# جو غلين (لاعب كرة قاعدة)
جو غلين (بالإنجليزية: Joe Glenn) هو لاعب كرة قاعدة أمريكي، ولد في 19 نوفمبر 1908 في ديكسون في الولايات المتحدة، وتوفي في 6 مايو 1985 في تونخانوك في الولايات المتحدة.

## وصلات خارجية
- جو غلين على موقعبيزبول رفرنس.كوم (الدوري الرئيسي) (الإنجليزية)
- جو غلين على موقعبيزبول رفرنس.كوم (الدوري الثانوي) (الإنجليزية)
- جو غلين على موقع جمعية أبحاث البيسبول الأمريكية (الإنجليزية)